# Kazimieras Černis
| Entdeckte Asteroiden: 80 (Liste unvollständig) | Entdeckte Asteroiden: 80 (Liste unvollständig) | Entdeckte Asteroiden: 80 (Liste unvollständig) |
| --- | ---------------------------------------------- | ---------------------------------------------- |
| Nummer und Name | Entdeckungsdatum                               |                                                |
| (68730) Straizys | 15. März 2002                                  | [1]                                            |
| (73059) Kaunas | 16. März 2002                                  | [1]                                            |
| (95593) Azusienis | 16. März 2002                                  | [1]                                            |
| (95851) Stromvil | 26. März 2003                                  | [2]                                            |
| (124192) Moletai | 26. Juli 2001                                  | [3]                                            |
| (135561) Tautvaišienė | 16. März 2002                                  | [1]                                            |
| (140628) Klaipeda | 20. Oktober 2001                               | [1]                                            |
| (141496) Bartkevicius | 15. März 2002                                  | [1]                                            |
| (144752) Plungė | 16. April 2004                                 | [1]                                            |
| (151430) Nemunas | 16. März 2002                                  | [1]                                            |
| (154932) Sviderskiene | 12. Oktober 2004                               | [1]                                            |
| (166229) Palanga | 17. März 2002                                  |                                                |
| (237845) Neris | 16. März 2002                                  | [1]                                            |
| (294664) Trakai | 3. Januar 2008                                 | [5]                                            |
| (330836) Orius | 25. April 2009                                 | [5]                                            |
| (332530) Canders | 29. Juli 2008                                  | [5]                                            |
| [1] zusammen mit Justas Zdanavičius [2] zusammen mit Kazimieras Zdanavicius [3] zusammen mit Vygandas Laugalys [4] zusammen mit E. Černis [5] zusammen mit Ilgmārs Eglītis |                                                |                                                |

Kazimieras Černis (* 11. November 1958 in Vilnius) ist ein litauischer Astronom und Asteroidenentdecker.
Er entdeckte zwischen 2001 und 2010 am Astronomischen Observatorium Molėtai, überwiegend zusammen mit Kollegen, insgesamt 80 Asteroiden.
Darüber hinaus gelang ihm zusammen mit Kollegen die Entdeckung mehrerer nichtperiodischer Kometen.